# Thuburbo Minus
Thuburbo Minus ist eine Stadt des römischen Altertums in der nordafrikanischen Provinz Africa Proconsularis. Der Ort heißt heute Tebourba, hat rund 2.500 Einwohner und liegt in Tunesien am linken Ufer des Medjerda (lateinisch Bagradas), westlich von Tunis.
Thuburbo minus wird in der Tabula Peutingeriana, einer Karte des römischen Straßennetzes, erwähnt. Wegen ihrer Hügellage bedeckt die heutige Stadt nur einen Teil der römischen Bebauung. Sie wurde im 15. Jahrhundert von andalusischen Mauren wiederaufgebaut. Das die Zeiten überdauernde römische Amphitheater wurde erst für einen Brückenbau am Ende des 17. Jahrhunderts zerstört.
In Thuburbo minus wurden die berühmten christlichen Märtyrinnen Perpetua und Felicitas mit ihren Mitgefangenen vor ihrem Tod in der Arena von Karthago (202 oder 203) in Haft gehalten. Die Stadt war in der Antike Bischofssitz, zwei Bischöfe sind bekannt: 
- Victor, ein Teilnehmer des Konzils von Karthago im Jahre 411, wo er Konkurrent des Donatisten Maximinus war und
- Germanus, der (646) den Brief der Bischöfe des Prokonsulats an den Patriarchen Paul von Konstantinopel gegen den Monotheletismus unterschrieb

Das Titularbistum Thuburbo Minus der römisch-katholischen Kirche geht auf das erloschene Bistum der Kirchenprovinz Karthago zurück.